# Trading Spaces
Trading Spaces est une émission de téléréalité américaine diffusée depuis le 13 octobre 2000 sur TLC et Discovery Home jusqu'en 2008. L'émission est de retour depuis le 7 avril 2018. Elle est présentée par Paige Davis.

## Casting

### 2018
Hôte
- Paige Davis

Retour des designers
- Frank Bielec
- Genevieve Gorder
- Hildi Santo-Tomas
- Laurie Smith
- Douglas Wilson
- Vern Yip

Nouveaux designers
- John Gidding
- Kahi Lee
- Sabrina Soto

Retour des charpentiers
- Carter Oosterhouse
- Ty Pennington

Nouveaux charpentiers
- Joanie Sprague
- Brett Tutor

## Séries dérivées
- Trading Spaces: Family
- Trading Spaces: Boys vs. Girls
- Trading Spaces: Home Free
- Trading Spaces: 100 Grand
- The Best Of Trading Spaces